# Trượt tuyết tự do tại Thế vận hội Mùa đông 2018 - Không trung nam
Nội dung Không trung của nam (aerials) của môn trượt tuyết tự do tại Thế vận hội Mùa đông 2018 diễn ra vào ngày 17 và 18 tháng 2 năm 2018 tai Công viên Phoenix Bogwang, Pyeongchang, Hàn Quốc.

## Kết quả

### Vòng loại
Vòng loại diễn ra vào ngày lúc 20:00 ngày 17 tháng 2.
| Hạng | Số áo | Tên                  | Quốc gia                     | Điểm   | Ghi chú |
| ---- | ----- | -------------------- | ---------------------------- | ------ | ------- |
| 1    | 10    | Jonathon Lillis      | Hoa Kỳ                       | 127.44 | Q       |
| 2    | 5     | Qi Guangpu           | Trung Quốc                   | 126.70 | Q       |
| 3    | 2     | Jia Zongyang         | Trung Quốc                   | 126.55 | Q       |
| 4    | 15    | Stanislau Hladchenko | Belarus                      | 126.11 | Q       |
| 5    | 16    | Pavel Krotov         | Vận động viên Olympic từ Nga | 124.89 | Q       |
| 6    | 8     | Olivier Rochon       | Canada                       | 124.34 | Q       |
| 7    | 25    | Dimitri Isler        | Thụy Sĩ                      | 123.98 |         |
| 8    | 7     | Ilya Burov           | Vận động viên Olympic từ Nga | 123.98 |         |
| 9    | 6     | Oleksandr Abramenko  | Ukraina                      | 123.01 |         |
| 10   | 13    | Wang Xindi           | Trung Quốc                   | 121.24 |         |
| 11   | 3     | Anton Kushnir        | Belarus                      | 120.80 |         |
| 12   | 1     | Maxim Burov          | Vận động viên Olympic từ Nga | 117.65 |         |
| 13   | 27    | Noe Roth             | Thụy Sĩ                      | 116.06 |         |
| 14   | 26    | Mischa Gasser        | Thụy Sĩ                      | 113.72 |         |
| 15   | 18    | David Morris         | Úc                           | 112.83 |         |
| 16   | 14    | Liu Zhongqing        | Trung Quốc                   | 107.08 |         |
| 17   | 12    | Naoya Tabara         | Nhật Bản                     | 103.98 |         |
| 18   | 4     | Maxim Gustik         | Belarus                      | 92.92  |         |
| 19   | 30    | Ildar Badrutdinov    | Kazakhstan                   | 89.18  |         |
| 20   | 28    | Nicolas Gygax        | Thụy Sĩ                      | 88.29  |         |
| 21   | 9     | Lewis Irving         | Canada                       | 87.17  |         |
| 22   | 17    | Eric Loughran        | Hoa Kỳ                       | 86.28  |         |
| 23   | 11    | Mac Bohonnon         | Hoa Kỳ                       | 85.97  |         |
| 24   | 29    | Lloyd Wallace        | Anh Quốc                     | 73.06  |         |
| 25   | 19    | Stanislav Nikitin    | Vận động viên Olympic từ Nga | 70.59  |         |

### Vòng loại 2
Vòng loại 2 diễn ra lúc 20:45 ngày 17 tháng 2.
| Hạng | Số áo | Tên                 | Quốc gia                     | Vòng 1 | Vòng 2 | Tốt nhất | Ghi chú |
| ---- | ----- | ------------------- | ---------------------------- | ------ | ------ | -------- | ------- |
| 1    | 7     | Ilya Burov          | Vận động viên Olympic từ Nga | 123.98 | 126.55 | 126.55   | Q       |
| 2    | 18    | David Morris        | Úc                           | 112.83 | 124.89 | 124.89   | Q       |
| 3    | 25    | Dimitri Isler       | Thụy Sĩ                      | 123.98 | 88.94  | 123.98   | Q       |
| 4    | 6     | Oleksandr Abramenko | Ukraina                      | 123.01 | 123.08 | 123.08   | Q       |
| 4    | 14    | Liu Zhongqing       | Trung Quốc                   | 107.08 | 123.08 | 123.08   | Q       |
| 6    | 26    | Mischa Gasser       | Thụy Sĩ                      | 113.72 | 121.72 | 121.72   | Q       |
| 7    | 3     | Anton Kushnir       | Belarus                      | 120.80 | 121.27 | 121.27   |         |
| 8    | 13    | Wang Xindi          | Trung Quốc                   | 121.24 | 96.38  | 121.24   |         |
| 9    | 1     | Maxim Burov         | Vận động viên Olympic từ Nga | 117.65 | 116.37 | 117.65   |         |
| 10   | 27    | Noe Roth            | Thụy Sĩ                      | 116.06 | 116.64 | 116.64   |         |
| 11   | 11    | Mac Bohonnon        | Hoa Kỳ                       | 85.97  | 112.39 | 112.39   |         |
| 12   | 19    | Stanislav Nikitin   | Vận động viên Olympic từ Nga | 70.59  | 111.06 | 111.06   |         |
| 13   | 12    | Naoya Tabara        | Nhật Bản                     | 103.98 | 78.73  | 103.98   |         |
| 14   | 29    | Lloyd Wallace       | Anh Quốc                     | 73.06  | 100.03 | 100.03   |         |
| 15   | 30    | Ildar Badrutdinov   | Kazakhstan                   | 89.18  | 94.47  | 94.47    |         |
| 16   | 4     | Maxim Gustik        | Belarus                      | 92.92  | 89.14  | 92.92    |         |
| 17   | 28    | Nicolas Gygax       | Thụy Sĩ                      | 88.29  | 88.92  | 88.92    |         |
| 18   | 9     | Lewis Irving        | Canada                       | 87.17  | 78.73  | 87.17    |         |
| 19   | 17    | Eric Loughran       | Hoa Kỳ                       | 86.28  | 72.40  | 86.28    |         |

### Chung kết
Chung kết diễn ra vào lúc 20:00 ngày 18 tháng 2.
| Hạng | Số áo | Tên                  | Quốc gia                     | Vòng 1 | Hạng | Vòng 2             | Hạng               | Vòng 3             | Hạng               |
| ---- | ----- | -------------------- | ---------------------------- | ------ | ---- | ------------------ | ------------------ | ------------------ | ------------------ |
| 1    | 6     | Oleksandr Abramenko  | Ukraina                      | 125.67 | 3    | 125.79             | 4                  | 128.51             | 1                  |
| 2    | 2     | Jia Zongyang         | Trung Quốc                   | 118.55 | 9    | 128.76             | 1                  | 128.05             | 2                  |
| 3    | 7     | Ilya Burov           | Vận động viên Olympic từ Nga | 122.13 | 6    | 123.53             | 6                  | 122.17             | 3                  |
| 4    | 16    | Pavel Krotov         | Vận động viên Olympic từ Nga | 126.11 | 2    | 124.89             | 5                  | 103.17             | 4                  |
| 5    | 8     | Olivier Rochon       | Canada                       | 125.67 | 4    | 128.05             | 2                  | 98.11              | 5                  |
| 6    | 15    | Stanislau Hladchenko | Belarus                      | 123.01 | 5    | 126.70             | 3                  | 92.61              | 6                  |
| 7    | 5     | Qi Guangpu           | Trung Quốc                   | 127.44 | 1    | 122.17             | 7                  | Không được đi tiếp | Không được đi tiếp |
| 8    | 10    | Jonathon Lillis      | Hoa Kỳ                       | 121.68 | 7    | 95.47              | 8                  | Không được đi tiếp | Không được đi tiếp |
| 9    | 14    | Liu Zhongqing        | Trung Quốc                   | 119.47 | 8    | 94.57              | 9                  | Không được đi tiếp | Không được đi tiếp |
| 10   | 18    | David Morris         | Úc                           | 111.95 | 10   | Không được đi tiếp | Không được đi tiếp | Không được đi tiếp | Không được đi tiếp |
| 11   | 26    | Mischa Gasser        | Thụy Sĩ                      | 99.12  | 11   | Không được đi tiếp | Không được đi tiếp | Không được đi tiếp | Không được đi tiếp |
| 12   | 25    | Dimitri Isler        | Thụy Sĩ                      | 97.79  | 12   | Không được đi tiếp | Không được đi tiếp | Không được đi tiếp | Không được đi tiếp |